# Plasmă astrofizică
Plasma astrofizică este plasma din afara Sistemului Solar. O plasmă astrofizică este un gaz ionizat ale cărui proprietăți fizice sunt studiate ca filieră a astrofizicii. Se crede că o mare parte din materia barionică se compune din plasmă, o stare a materiei în care nu există molecule; atomii sunt atât de calzi încât devin ionizați divizându-se în ioni (cu sarcini pozitive) și electroni (cu sarcini negative). În consecință, particulele sunt puternic influențate de câmpurile electrice și magnetice.
Toate plasmele astrofizice cunoscute sunt influențate de câmpurile magnetice. Întrucât numărul de sarcini purtate de electroni și cel al celor purtate de ionii din plasme sunt egale, acestea din urmă sunt în ansamblu neutre din punct de vedere electric și, prin urmare, câmpurile electrice joacă un rol mai puțin dinamic. Deoarece plasmele sunt foarte bune conductoare, orice dezechilibru de sarcină este rapid neutralizat.

## Observare
Este posibil să se studieze o plasmă astrofizică în mai multe moduri, întrucât emite radiații dintr-o gamă largă a spectrului electromagnetic. Deoarece plasmele astrofizice tind să fie foarte fierbinți (adică ionizare completă), electronii din plasme emit continuu raze X prin procesul de radiație de frânare continuă / Bremsstrahlung, în care electronii nu se ciocnesc de nucleele atomice. Această formă de radiație poate fi localizată datorită observatoarelor de raze X, situate în atmosfera superioară sau în spațiu, precum observatorul spațial Chandra-X. Plasmele astrofizice emit, de asemenea, unde radio și raze gamma.

## Istoric
Exploratorul și fizicianul norvegian Kristian Birkeland ar putea fi primul care a prezis că spațiul este plin cu plasmă. El a scris, în 1913, „Se pare că este o consecință naturală a punctului nostru de vedere să presupunem că întregul spațiu este plin cu tot felul de electroni și ioni electrici zburători”.
În 1937, fizicianul plasmei Hannes Alfvén a susținut că dacă plasma ar ocupa universul, ar putea genera un câmp magnetic galactic. În anii 1940 și 1950, Alfvén a dezvoltat magnetohidrodinamica (MHD), care permite modelarea plasmelor ca o undă într-un fluid, pentru care Alfvén a fost distins cu Premiul Nobel pentru fizică în 1970. MHD este un instrument astronomic de bază.